# Compañeros
Pour l’article homonyme, voir Compañeros (film, 2018).
Pour plus de détails, voir Fiche technique et Distribution.
Compañeros (Vamos a matar, compañeros) est un western zapata écrit et réalisé par Sergio Corbucci en 1970. Le film réunit quatre stars du western spaghetti, Franco Nero, Jack Palance, Fernando Rey et Tomás Milián sur une musique d'Ennio Morricone.
Le film se déroule durant la révolution mexicaine. Le Professeur Xantos est prisonnier des Américains. Yodlaf Peterson, un trafiquant d'armes qui souhaite prendre part à la guerilla, a besoin de lui pour ouvrir le coffre de la banque où est entreposé l'argent.
Sans doute l'un des films les plus connus de Corbucci, aux côtés de Django, Compañeros est le seul film à réunir les deux stars du western spaghetti, Franco Nero et Tomás Milián. Franco Nero déclara que Corbucci s'est focalisé presque uniquement sur le personnage de Tomás Milián au point de délaisser le sien : pour cette raison, il refusa le projet suivant de Corbucci.

## Synopsis
Pendant la révolution mexicaine, un paysan nommé El Vasco (Tomás Milián) déclenche une révolte dans sa ville de San Bernardino en tuant le colonel de l'armée régnante. Le chef des rebelles et général autoproclamé Mongo (José Bódalo) arrive bientôt sur les lieux et engage El Vasco dans sa bande révolutionnaire. Cependant, Mongo est plus intéressé par sa propre fortune que par celle de son pays. Yodlaf Peterson (Franco Nero), un mercenaire suédois, arrive au Mexique pour vendre des armes au général Mongo. Le coffre-fort contenant l'argent est fermé et seul le professeur Xantos (Fernando Rey) en connaît la combinaison. Xantos est le meneur d'une contre-révolution étudiante non-violente. Il est détenu dans une prison par l'armée américaine juste de l'autre côté de la frontière, à Yuma, après avoir essayé de trouver des fonds auprès des États-Unis et n'avoir pas accepté de donner en échange le monopole de l'ensemble des richesses pétrolières de son pays.
El Vasco n'apprécie pas le costume de Peterson et le traite de « pingouin », mais à la suggestion du général Mongo, les deux hommes unissent leurs forces à contrecœur et se lancent dans la capture de Xantos. Leur tâche est compliquée par l'armée américaine et un Américain musclé nommé John (Jack Palance), qui veut se venger de Peterson, son ancien associé. Peterson avait laissé John mourir après sa crucifixion, et son faucon de compagnie avait dû lui picorer la main droite pour le sauver. Afin de maximiser leur profit personnel et de soutenir les combattants rebelles de Xantos, El Vasco et Peterson doivent doubler Mongo. Ils reçoivent l'aide de Lola (Iris Berben), la chef du groupe rebelle de Xantos, dont El Vasco tombe amoureux, et de son groupe de jeunes révolutionnaires.
Après avoir échappé à l'armée mexicaine et franchi la frontière, El Vasco entre en contact avec une prostituée locale qu'il connaissait et qui l'aide, ainsi que Peterson, à infiltrer le camp de l'armée américaine. Ensemble, les deux hommes libèrent Xantos en déclenchant une série d'incendies et s'échappent avec Xantos dans un vieux camion de l'armée, mais l'une des roues du camion se détache et les trois hommes finissent par traverser le Rio Grande à la nage pour se mettre à l'abri au Mexique. A pied, El Vasco, Peterson et Xantos rencontrent un poste de contrôle de l'armée mexicaine et tentent de se déguiser en moines portant un cercueil, avec Xantos à l'intérieur, devant les soldats mexicains, mais leur couverture est grillée lorsque John et sa bande dévoilent leurs identités, les obligeant à fuir avec l'armée mexicaine et les hommes de John à leurs trousses.
Finalement, El Vasco, Peterson et Xantos sont réunis avec les partisans de Xantos, connus sous le nom de Xantistas, qui se cachent dans une grotte. Ils sont menés par Lola, qui se révèle être la fille de Xantos. Mais Mongo capture plusieurs des Xantistes et menace de les exécuter si Xantos ne se rend pas. El Vasco et Peterson font équipe avec Lola et les Xantistes survivants pour lancer une attaque spectaculaire sur San Bernardino et ils battent l'armée de Mongo dans une fusillade spectaculaire et Mongo lui-même se fait tuer par El Vasco. Par la suite, lorsque El Vasco amène Xantos à la chambre forte de la banque pour lui faire ouvrir le coffre-fort, celui-ci se révèle ne pas contenir d'or, d'argent ou d'espèces, mais seulement la « vraie richesse » de la communauté, c'est-à-dire quelques épis de maïs.
Alors que Peterson s'apprête à quitter la ville, il décide de voler une maison miniature en or de grande valeur à l'église locale, mais El Vasco l'en empêche en le défiant en duel. Au moment où Peterson et El Vasco s'apprêtent à échanger des coups de feu, Xantos tente de les arrêter, mais John réapparaît, blesse mortellement Xantos et s'apprête à tuer El Vasco, mais Peterson renverse la situation en jetant la maison d'or sur un détonateur qui fait exploser le wagon contenant toutes les armes et les munitions dans lequel Peterson est arrivé, ainsi que John. Lorsque la nouvelle arrive qu'une grande armée contre-révolutionnaire fédérale marche sur San Bernardino, Peterson décide de partir, conscient que les Xantistes sont en infériorité numérique et qu'ils n'ont plus d'armes ni de munitions, mais El Vasco l'incite à rester et à se battre. Peterson décline l'offre, et c'est pourquoi il se met en selle et part à cheval. Au dernier moment, après avoir vu l'énorme armée mexicaine avancer au loin et ne voulant pas laisser les Xantistes se faire tuer par l'armée mexicaine, Peterson revient en ville pour rejoindre les révolutionnaires dans la bataille imminente.

## Fiche technique
- Titre français : Compañeros ou Les Compagnons de la gloire
- Titre espagnol : Los compañeros
- Titre allemand : Laßt uns töten, Compañeros ou Zwei Compañeros
- Titre original italien : Vamos a matar, compañeros
- Réalisation : Sergio Corbucci
- Scénario : Sergio Corbucci
- Photographie : Alejandro Ulloa (es)
- Montage : Eugenio Alabiso
- Musique originale : Bruno Nicolai, Ennio Morricone
- Décors : Adolfo Cofiño
- Costumes : Jürgen Henze
- Maquillage : Giuseppe Capogrosso
- Production : Antonio Morelli
- Sociétés de production : Tritone Cinematografica, Atlántida Films, Terra-Filmkunst
- Pays de production :  Italie -  Espagne -  Allemagne de l'Ouest
- Langues originales : italien, espagnol
- Format : Couleurs par Technicolor - 2,35:1 - Son mono - 35 mm
- Durée : 120 minutes
- Genre : Western zapata
- Dates de sortie : 
  - Italie : 18 décembre 1970
  - Allemagne de l'Ouest : 11 mai 1971
  - Espagne : 14 juin 1971 (Madrid)
  - France : 16 juillet 1971

## Distribution
- Franco Nero (VF : Jacques Thébault) : Yodlaf Peterson dit « le Suédois »
- Tomás Milián (VF : Philippe Ogouz) : El Vasco
- Jack Palance (VF : Raymond Loyer) : John
- Fernando Rey : Prof. Xantos
- Karin Schubert :  Zaira
- Iris Berben : Lola
- José Bodalo (VF : André Valmy) : Mongo
- Eduardo Fajardo : Colonel

## Production
Il s'agit d'un western révolutionnaire de Sergio Corbucci, quasiment un remake d'El mercenario. Les personnages les plus marquants sont le Mexicain de souche Tomás Milián dans le rôle principal, Franco Nero avec une mentalité de mercenaire et une nouvelle nationalité, ainsi que Jack Palance, qui fume de la marijuana, en tueur professionnel avec un faucon. Le film a été tourné dans le sud de l'Espagne à Almería.

## Exploitation
Compañeros enregistre en Italie 3 966 617 entrées et rapporte 1 451 782 000 lires, se plaçant à la 28e position du box-office Italie 1970-1971.

### Accueil critique
Ulrich P. Bruckner a vu « de nombreuses bonnes scènes d'action, parfaitement mises en scène par Corbucci », mais il a ajouté : « El mercenario semble tout de même plus divertissant ».
« On ne peut dire que du bien des acteurs ; la mise en scène et le montage ne laissent pas un instant place à l'ennui », estime H. J. Weber.
Dietrich Kuhlbrodt, en revanche, considérait le film comme totalement raté et le qualifiait de « juste ennuyeux ».
Lors de la sortie du film, le magazine Der Spiegel a critiqué « des télé-panoramas laiteux, des plaisanteries bourrines et des tortures exquises ».
Le critique américain Phil Hardy fait remarquer que le symbolisme politique du film, par exemple lorsque Palance nourrit son faucon (qui représenterait l'Amérique) avec la chair de ses victimes mexicaines (qui symboliseraient le tiers-monde), serait ridicule car caricatural.